# Orange (Massachusetts)
Orange és una població dels Estats Units a l'estat de Massachusetts. Segons el cens del 2000 tenia 7.518 habitants.

## Demografia
Segons el cens del 2000, Orange tenia 7.518 habitants, 3.045 habitatges, i 1.979 famílies. La densitat de població era de 82,1 habitants/km².
Dels 3.045 habitatges en un 31,9% hi vivien nens de menys de 18 anys, en un 47,6% hi vivien parelles casades, en un 12,8% dones solteres, i en un 35% no eren unitats familiars. En el 28,7% dels habitatges hi vivien persones soles el 13,6% de les quals corresponia a persones de 65 anys o més que vivien soles. El nombre mitjà de persones vivint en cada habitatge era de 2,46 i el nombre mitjà de persones que vivien en cada família era de 3,02.
Per edats la població es repartia de la següent manera: un 26,7% tenia menys de 18 anys, un 7,2% entre 18 i 24, un 28,3% entre 25 i 44, un 23,4% de 45 a 60 i un 14,4% 65 anys o més.
L'edat mediana era de 38 anys. Per cada 100 dones de 18 o més anys hi havia 87,7 homes.
La renda mediana per habitatge era de 36.849 $ i la renda mediana per família de 44.128$. Els homes tenien una renda mediana de 34.367 $ mentre que les dones 23.967$. La renda per capita de la població era de 17.361$. Entorn del 5,8% de les famílies i el 7,8% de la població estaven per davall del llindar de pobresa.